# So Far So Good (album của Bryan Adams)
So Far So Good là album tuyển tập đầu tiên của nghệ sĩ thu âm người Canada Bryan Adams, phát hành ngày 2 tháng 11 năm 1993 bởi A&M Records. Nó bao gồm những bài hát từ Cuts Like a Knife (1983) đến Waking Up the Neighbours (1991), và một bài hát mới, "Please Forgive Me". Trong những phiên bản tái phát hành tiếp theo, album còn bao gồm một số đĩa đơn sau này như đĩa đơn năm 1994 "All for Love" hoặc đĩa đơn năm 1995 "Have You Ever Really Loved a Woman?".
Sau khi phát hành, So Far So Good nhận được những phản ứng tích cực từ các nhà phê bình âm nhạc, trong đó họ đánh giá cao quá trình biên tập của nó. Album cũng gặt hái những thành công vượt trội về mặt thương mại, đứng đầu các bảng xếp hạng ở Úc, Áo, Canada, Đan Mạch, Hà Lan, Phần Lan, Đức, Ireland, Ý, New Zealand, Na Uy, Bồ Đào Nha, Thụy Điển, Thụy Sĩ và Vương quốc Anh. Tại Hoa Kỳ, nó đạt vị trí thứ sáu trên bảng xếp hạng Billboard 200 và nhận được chứng nhận năm đĩa Bạch kim từ Hiệp hội Công nghiệp ghi âm Mỹ (RIAA). Tính đến nay, So Far So Good đã bán được hơn 13 triệu bản trên toàn cầu.
Bài hát mới duy nhất từ album, "Please Forgive Me" đã được phát hành làm đĩa đơn, và trở thành một trong những đĩa đơn thành công nhất của Adams mà không phải là nhạc phim. Nó đạt vị trí số một ở Úc, Bỉ, Canada, Pháp, Ireland và Na Uy, và lọt vào top 10 ở tất cả những thị trường nó xuất hiện. Để quảng bá album, Adams bắt tay thực hiện chuyến lưu diễn So Far So Good Tour kéo dài xuyên suốt năm 1994. Với chuyến lưu diễn này, Adams trở thành nghệ sĩ quốc tế đầu tiên tổ chức những buổi hòa nhạc cá nhân tại Việt Nam, nơi ông trình diễn ba đêm diễn liên tiếp tại đây.

## Danh sách bài hát
| STT | Nhan đề                             | Sáng tác                        | Album                           | Thời lượng |
| --- | ----------------------------------- | ------------------------------- | ------------------------------- | ---------- |
| 1.  | "Summer of '69"                     | Bryan Adams, Jim Vallance       | Reckless (1984)                 | 3:35       |
| 2.  | "Straight from the Heart"           | Adams, Eric Kagna               | Cuts Like a Knife (1983)        | 3:30       |
| 3.  | "It's Only Love"                    | Adams, Vallance                 | Reckless                        | 3:15       |
| 4.  | "Can't Stop This Thing We Started"  | Adams, Robert John "Mutt" Lange | Waking Up the Neighbours (1991) | 4:29       |
| 5.  | "Do I Have to Say the Words?"       | Adams, Lange, Vallance          | Waking Up the Neighbours        | 6:11       |
| 6.  | "This Time"                         | Adams, Vallance                 | Cuts Like a Knife               | 3:18       |
| 7.  | "Run to You"                        | Adams, Vallance                 | Reckless                        | 3:54       |
| 8.  | "Heaven"                            | Adams, Vallance                 | Reckless                        | 4:03       |
| 9.  | "Cuts Like a Knife"                 | Adams, Vallance                 | Cuts Like a Knife               | 5:12       |
| 10. | "(Everything I Do) I Do It for You" | Adams, Lange, Michael Kamen     | Waking Up the Neighbours        | 6:34       |
| 11. | "Somebody"                          | Adams, Vallance                 | Reckless                        | 4:44       |
| 12. | "Kids Wanna Rock"                   | Adams, Vallance                 | Reckless                        | 2:36       |
| 13. | "Heat of the Night"                 | Adams, Vallance                 | Into the Fire (1987)            | 5:06       |
| 14. | "Please Forgive Me"                 | Adams, Lange                    | Chưa từng phát hành trước đó    | 5:55       |

## Xếp hạng
| Bảng xếp hạng (1993-96)             | Vị trí cao nhất |
| ----------------------------------- | --------------- |
| Argentina (CAPIF)                   | 1               |
| Album Úc (ARIA)                     | 1               |
| Album Áo (Ö3 Austria)               | 1               |
| Album Bỉ (Ultratop Vlaanderen)      | 13              |
| Canada (RPM)                        | 2               |
| Canada (The Record)                 | 1               |
| Đan Mạch (Hitlisten)                | 1               |
| Album Hà Lan (Album Top 100)        | 1               |
| Châu Âu (European Top 100 Albums)   | 1               |
| Phần Lan (Suomen virallinen lista)  | 1               |
| Pháp (SNEP)                         | 5               |
| Đức (Offizielle Top 100)            | 1               |
| Hungary (Mahasz)                    | 9               |
| Ireland (IRMA)                      | 1               |
| Ý (FIMI)                            | 1               |
| Nhật Bản (Oricon)                   | 9               |
| Album New Zealand (RMNZ)            | 1               |
| Album Na Uy (VG-lista)              | 1               |
| Bồ Đào Nha (AFP)                    | 1               |
| Tây Ban Nha (PROMUSICAE)            | 3               |
| Album Thụy Điển (Sverigetopplistan) | 1               |
| Album Thụy Sĩ (Schweizer Hitparade) | 1               |
| Album Anh Quốc (OCC)                | 1               |
| Hoa Kỳ Billboard 200                | 6               |

| Bảng xếp hạng (1993)               | Vị trí |
| ---------------------------------- | ------ |
| Australian Albums (ARIA)           | 6      |
| Canadian Albums (RPM)              | 44     |
| Dutch Albums (MegaCharts)          | 88     |
| Europe (European Top 100 Albums)   | 100    |
| German Albums (Offizielle Top 100) | 90     |
| New Zealand (Recorded Music NZ)    | 20     |
| Norwegian Albums (VG-lista)        | 5      |
| UK Albums (OCC)                    | 6      |
| Bảng xếp hạng (1994)               | Vị trí |
| Australian Albums (ARIA)           | 2      |
| Austrian Albums (Ö3 Austria)       | 3      |
| Canadian Albums (RPM)              | 15     |
| Dutch Albums (MegaCharts)          | 16     |
| Europe (European Top 100 Albums)   | 2      |
| German Albums (Offizielle Top 100) | 2      |
| Italian Albums (Hit Parade)        | 3      |
| New Zealand (Recorded Music NZ)    | 14     |
| Norwegian Albums (VG-lista)        | 8      |
| Swedish Albums (Sverigetopplistan) | 34     |
| Swiss Albums (Schweizer Hitparade) | 2      |
| UK Albums (OCC)                    | 45     |
| US Billboard 200                   | 17     |
| Bảng xếp hạng (1995)               | Vị trí |
| Australian Albums (ARIA)           | 55     |
| Belgian Albums (Ultratop Flanders) | 50     |

| Bảng xếp hạng (1990–1999)    | Vị trí |
| ---------------------------- | ------ |
| Austrian Albums (Ö3 Austria) | 46     |

## Chứng nhận
| Quốc gia                                                                           | Chứng nhận   | Số đơn vị/doanh số chứng nhận |
| ---------------------------------------------------------------------------------- | ------------ | ----------------------------- |
| Úc (ARIA)                                                                          | 11× Bạch kim | 770.000^                      |
| Áo (IFPI Áo)                                                                       | 2× Bạch kim  | 100.000*                      |
| Bỉ (BEA)                                                                           | 3× Bạch kim  | 150.000*                      |
| Brasil (Pro-Música Brasil)                                                         | Vàng         | 100.000*                      |
| Canada (Music Canada)                                                              | 6× Bạch kim  | 600.000^                      |
| Phần Lan (Musiikkituottajat)                                                       | Bạch kim     | 77,318                        |
| Pháp (SNEP)                                                                        | Bạch kim     | 300.000*                      |
| Đức (BVMI)                                                                         | 2× Bạch kim  | 1.000.000^                    |
| New Zealand (RMNZ)                                                                 | Bạch kim     | 15.000^                       |
| Na Uy (IFPI)                                                                       | 3× Bạch kim  | 150.000*                      |
| Thụy Điển (GLF)                                                                    | Bạch kim     | 100.000^                      |
| Thụy Sĩ (IFPI)                                                                     | 4× Bạch kim  | 200.000^                      |
| Anh Quốc (BPI)                                                                     | 3× Bạch kim  | 900.000^                      |
| Hoa Kỳ (RIAA)                                                                      | 5× Bạch kim  | 5.000.000^                    |
| * Chứng nhận dựa theo doanh số tiêu thụ. ^ Chứng nhận dựa theo doanh số nhập hàng. |              |                               |

## So Far So Good (And More)
Một video VHS mang tên So Far So Good (And More) cũng được phát hành vào năm 1994 và bao gồm 18 video ca nhạc.

### Danh sách bài hát
1. "Can't Stop This Thing We Started"
2. "Cuts Like a Knife"
3. "Please Forgive Me"
4. "It's Only Love"
5. "Into the Fire"
6. "Heat of the Night"
7. "Heaven"
8. "Somebody"
9. "(Everything I Do) I Do It for You"
10. "Diana"
11. "When the Night Comes"
12. "I Fought the Law"
13. "Straight from the Heart"
14. "Run to You"
15. "C'mon Everybody"
16. "Summer of '69"
17. "Do I Have to Say the Words?"
18. "All for Love"